# Illmatic
Illmatic — дебютний студійний альбом американського репера Nas, випущений 19 квітня 1994 року лейблом Columbia Records. Стилізований як хардкорний хіп-хоп альбом, Illmatic містить багатоскладові внутрішні рими та міські наративи, засновані на досвіді Наса, який виріс у Queensbridge Houses у Квінсі, Нью-Йорк. Альбом дебютував під номером 12 в американському чарті Billboard 200, продавши 63 000 копій за перший тиждень.
Nas вперше створив формулу класичного вуличного хіп-хоп альбому, де знаходось місце і для політичного репу, і для гангста-репу, і для сторітеллінгу. Виконавець почав писати альбом у шістнадцятирочному віці, але навіть тоді зміг використати складні рими для написання текстів приклад яких успадкували багато реперів після нього. Саме тому Illmatic вважається одним з найкращих альбомів усіх часів. Альбом був також визнаний письменниками та музичними критиками як знаковий альбом у історії хіп-хопу Східного узбережжя, і широко вважається одним із найкращих і найвпливовіших хіп-хоп альбомів усіх часів, з’являючись у численних списках найкращих альбомів. У 2015 році Billboard написав, що «Illmatic багато хто вважає найкращим хіп-хоп альбомом усіх часів». У 2020 році журнал Rolling Stone поставив альбом під номером 44 у своєму списку 500 найкращих альбомів усіх часів, а в 2021 році Бібліотека Конгресу вибрала його для збереження в Національному реєстрі звукозаписів через те, що він «культурно, історично, або естетично значущий».

## Список композицій
| #   | Назва                              | Автор                                           | Продюсер(и)         | Тривалість |
| --- | ---------------------------------- | ----------------------------------------------- | ------------------- | ---------- |
| 1.  | «The Genesis»                      | Н. Джонс, Ф. Брейтвейт                          | Nas, Faith N.       | 1:45       |
| 2.  | «N.Y. State of Mind»               | Н. Джонс, К. Мартін                             | DJ Premier          | 4:54       |
| 3.  | «Life's a Bitch» (з участю AZ)     | Н. Джонс, Е. Круз, O. Dara, R. Wilson, O. Скотт | L.E.S., Nas (спів.) | 3:30       |
| 4.  | «The World Is Yours»               | Н. Джонс, P. Phillips                           | Pete Rock           | 4:50       |
| 5.  | «Halftime»                         | Н. Джонс, В.П. Мітчелл, G. Byrd                 | Large Professor     | 4:20       |
| 6.  | «Memory Lane (Sittin' in da Park)» | Н. Джонс, К. Мартін, Р. Вілсон, P. Барсело      | DJ Premier          | 4:08       |
| 7.  | «One Love»                         | Н. Джонс, J. Davis, J. Heath]                   | Q-Tip               | 5:25       |
| 8.  | «One Time 4 Your Mind»             | Н. Джонс, В.П. Мітчелл                          | Large Professor     | 3:18       |
| 9.  | «Represent»                        | Н. Джонс, К. Мартін                             | DJ Premier          | 4:12       |
| 10. | «It Ain't Hard to Tell»            | Н. Джонс, В.П. Мітчелл                          | Large Professor     | 3:22       |

| Бонус диск перевидання 2004 року | Бонус диск перевидання 2004 року       | Бонус диск перевидання 2004 року                        | Бонус диск перевидання 2004 року | Бонус диск перевидання 2004 року |
| #                                | Назва                                  | Автор                                                   | Продюсер(и)                      | Тривалість                       |
| -------------------------------- | -------------------------------------- | ------------------------------------------------------- | -------------------------------- | -------------------------------- |
| 1.                               | «Life's a Bitch (Remix)» (з участю AZ) | Н. Джонс, D. Stintson                                   | Rockwilder                       | 3:00                             |
| 2.                               | «The World Is Yours (Remix)»           | Н. Джонс, K. Rankin, O. Glover, T. Aviles, M. Fortunato | Vibesmen                         | 3:56                             |
| 3.                               | «One Love (Remix)»                     | Н. Джонс, N. Loftin, Т. Белл, D. Williams               | Nick Fury                        | 5:09                             |
| 4.                               | «It Ain't Hard to Tell (Remix)»        | Н. Джонс, N. Лофтін                                     | Nick Fury                        | 3:26                             |
| 5.                               | «On the Real»                          | Н. Джонс, М. Вільямс, А. Хейз, Д. Портер                | Marley Marl                      | 3:26                             |
| 6.                               | «Star Wars»                            | Н. Джонс, W.P. Mitchell                                 | Large Professor                  | 4:08                             |

| Illmatic XX | Illmatic XX                                                                                                | Illmatic XX |
| #           | Назва | Тривалість  |
| ----------- | --- | ----------- |
| 1.          | «I'm a Villain»                                                                                            | 4:30        |
| 2.          | «The Stretch Armstrong And Bobbito Show On Wkcr October 28, 1993» (з участю 6'9", Jungle and Grand Wizard) | 7:46        |
| 3.          | «Halftime» (Butcher Remix)                                                                                 | 4:36        |
| 4.          | «It Ain't Hard to Tell (Remix)»                                                                            | 2:49        |
| 5.          | «One Love» (LG Main Mix)                                                                                   | 5:32        |
| 6.          | «Life's a Bitch» (Arsenal Mix) (з участю AZ)                                                               | 3:30        |
| 7.          | «One Love» (One L Main Mix) (з участю Sadat X)                                                             | 5:43        |
| 8.          | «The World Is Yours» (Tip Mix)                                                                             | 4:28        |
| 9.          | «It Ain't Hard to Tell» (The Stink Mix)                                                                    | 3:20        |
| 10.         | «It Ain't Hard to Tell» (The Laidback Remix)                                                               | 3:36        |

## Чарти
Щотижневі чарти
| Чарт (1994)                            | Найвища позиція |
| -------------------------------------- | --------------- |
| Японія Japanese Albums (Oricon)        | 105             |
| США Billboard 200                      | 12              |
| США Top R&B/Hip-Hop Albums (Billboard) | 2               |

| Чарт (2014) (Illmatic XX)                  | Найвища позиція |
| ------------------------------------------ | --------------- |
| Бельгія Belgian Albums (Ultratop Flanders) | 184             |
| Франція French Albums (SNEP)               | 163             |
| Велика Британія UK Albums (OCC)            | 57              |
| Велика Британія UK R&B Albums (OCC)        | 5               |
| США Billboard 200                          | 12              |
| США Top Catalog Albums (Billboard)         | 1               |
| US R&B/Hip-Hop Catalog Albums (Billboard)  | 1               |

## Сертифікації
| Регіон | Сертифікація  | Продажі   |
| --- | ------------- | --------- |
| Канада (Music Canada) | Золотий       | 50 000^   |
| Велика Британія (BPI) | Золотий       | 100 000*  |
| США (RIAA) | 2× Платиновий | 2 000 000 |
| *продажі, що базуються лише на сертифікаціях · ^відвантаження, що базуються лише на сертифікаціях · продажі+прослуховування, що базуються лише на сертифікаціях |               |           |